# Province de Namangan
La province de Namangan est une des 12 provinces de l'Ouzbékistan. Sa capitale est la ville de Namangan.
La province s'étend sur 7 900 km2 à l'est de l'Ouzbékistan. Elle est bordée au nord et à l'est par le Kirghizistan, au sud par les provinces d'Andijan et de Ferghana, à l'ouest par le Tadjikistan et la province de Tachkent.

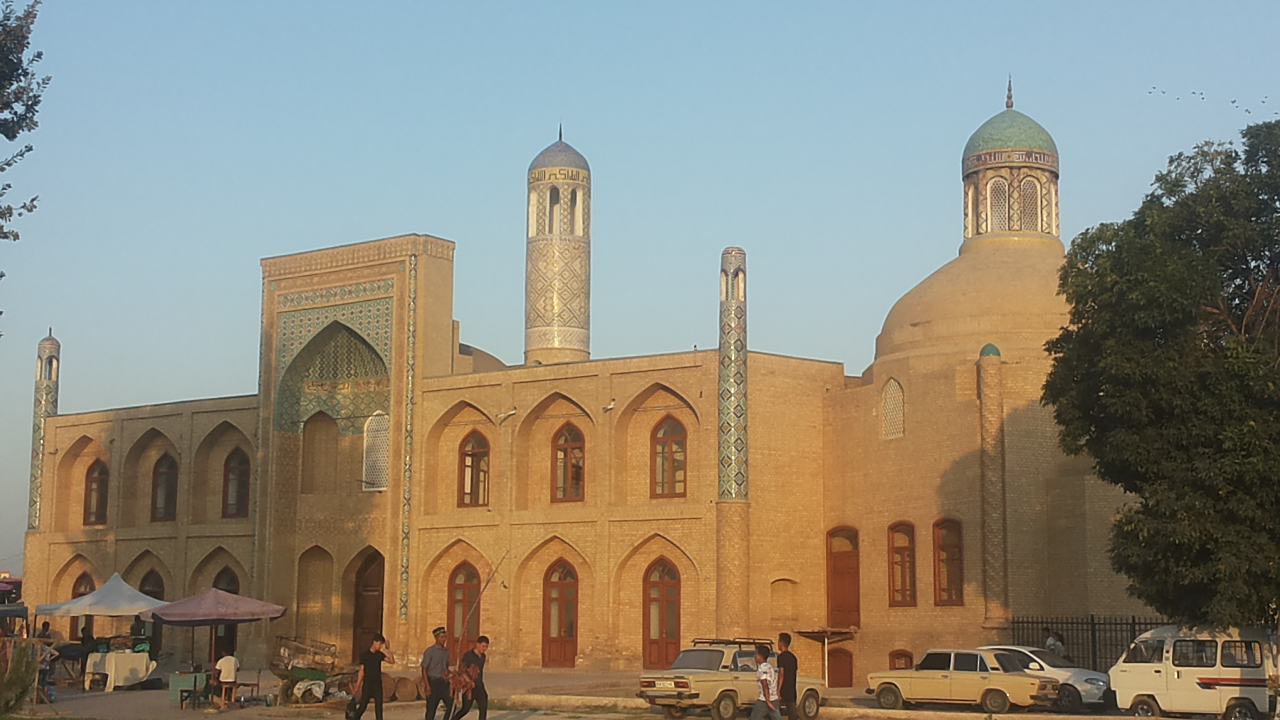
Médersa du mollah kirghize, Namangan

## Dirigeants
| Nom                     | de                | à                 |
| ----------------------- | ----------------- | ----------------- |
| Burgutali Rapigʻaliyev  | 4 janvier 1992    | 6 novembre 1996   |
| Toʻlqin Jabborov        | 1996              | 17 septembre 2004 |
| Ikromxon Najmiddinov    | 17 septembre 2004 | 2009              |
| Bahodir Yusupov         | 2009,             | 26 novembre 2015, |
| Xayrullo Bozorov        | 26 novembre 2015  | 25 septembre 2020 |
| Shavkatjon Abdurazzoqov | 25 septembre 2020 | actuel            |